# Генетическая история Ближнего Востока

Гаплогруппа J и её распространение

Генетическая история Ближнего Востока исследует реконструирует историю Древнего Востока на основании изучения популяционной генетики.
Существенная часть населения Ближнего Востока является носителем гаплогруппы J. У йеменских арабов и болотных арабов эта гаплогруппа достигает наивысшей концентрации (72 % и 81 % соответственно).
Гаплогруппа Е фиксируется у представителей ранненеолитической натуфийской культуры, а также обнаруживается у населения Ханаана. В Западной Азии эти гены субстратно присутствуют у населения Иордании (26 %), Ливана (17 %) и Палестины (19 %).
Архаическая гаплогруппа Т, которая прослеживается с эпохи неолита, представлена у палестинцев (7 %), египтян (6 %), ливанцев (5 %) и сирийцев (5 %).
Присутствие гаплогруппы R1b обычно связывается с индоевропейской семьей (равно как и гаплогруппа R1а). Наивысшей (но не доминирующей) концентрации «индоевропейские гены» достигают у ираноязычных курдов (17 % в Иракском Курдистане). Не менее высокой концентрации достигает у курдов палеоевропейская гаплогруппа I (20 % у турецких курдов и 17 % у иракских).
В древности Ближний Восток 50 тыс. лет назад заселили носители гаплогруппы С, которые затем широко расселились от Австралии до Монголии. Прямые потомки первой волны человеческой миграции представлены папуасами и австралийскими аборигенами.